# Hogwarts
La scuola di magia e stregoneria di Hogwarts (in inglese Hogwarts School of Witchcraft and Wizardry), nota più semplicemente come Hogwarts, è un istituto scolastico immaginario che costituisce l'ambientazione principale della serie di romanzi Harry Potter, scritti dall'autrice britannica J. K. Rowling. Nell'ambito del mondo magico in cui si svolge la serie, Hogwarts è una scuola di magia in cui compiono i loro studi la maggior parte dei maghi e delle streghe delle Isole britanniche.
Hogwarts venne fondata oltre mille anni prima dell'inizio della narrazione dai quattro maghi e streghe britannici più influenti del loro tempo. I fondatori iniziarono la pratica di suddivisione degli studenti in quattro case, Grifondoro, Tassorosso, Corvonero e Serpeverde, selezionandoli in base alle caratteristiche da loro tenute in maggior considerazione. Dal punto di vista dell'ordinamento, Hogwarts è un collegio scolastico misto della durata di sette anni che accoglie ragazzi e ragazze di età compresa tra gli undici e i diciassette anni. Le materie di studio si differenziano sostanzialmente da quelle scolastiche tradizionali, vertendo sull'insegnamento teorico e pratico della magia.
Hogwarts ha sede in Scozia, in un grande castello immerso nelle montagne che gli studenti raggiungono prendendo il treno Espresso di Hogwarts dal binario 9 ¾ della stazione di King's Cross a Londra. La costruzione è arroccata sopra una scogliera di fronte al Lago Nero ed è circondata da un parco e da una vasta foresta. Numerosi incantesimi protettivi difendono l'edificio, alcuni dei quali lo rendono ad esempio invisibile alla popolazione non magica dei babbani. Il castello è dotato di sette piani e comprende numerose torri merlate, cortili, aule, sale, dormitori e passaggi segreti.

## Creazione e sviluppo
Quando durante un viaggio in treno da Manchester a Londra nel 1990 J. K. Rowling ebbe l'idea per la storia di Harry Potter, si concentrò per prima cosa proprio sulla creazione di Hogwarts come luogo di ambientazione della serie. Si immaginò allora «un luogo in cui vige l'ordine, ma molto pericoloso», situato in un posto isolato, poi divenuto la Scozia in omaggio al luogo in cui si erano sposati i suoi genitori. Lo rese inoltre un collegio scolastico, un tipo di ambientazione molto presente nella letteratura per ragazzi, per permettere a Harry di agire anche nelle ore notturne:
(Intervista di J. K. Rowling al Guardian, 16 febbraio 1999)
A detta della Rowling il termine Hogwarts (letteralmente «Verruche di porco»; vedi sotto), che credeva di aver inventato, sarebbe un ricordo inconscio dell'inglese hogwort, il nome comune inglese della pianta Croton capitatus, che l'autrice aveva visto durante una visita al giardino botanico di Kew Gardens qualche tempo prima di iniziare a scrivere la serie. Il docente di lettere classiche dell'Università di Oxford Richard Jenkyns ha invece notato che i termini The Hogwarts e Hoggwart erano già apparsi nel romanzo How to Be Topp di Geoffrey Willans del 1954, che come Harry Potter appartiene al genere delle storie scolastiche, suggerendo che il riutilizzo da parte della Rowling possa aver costituito una semplice coincidenza oppure «un vero e proprio plagio».

### Adattamenti cinematografici

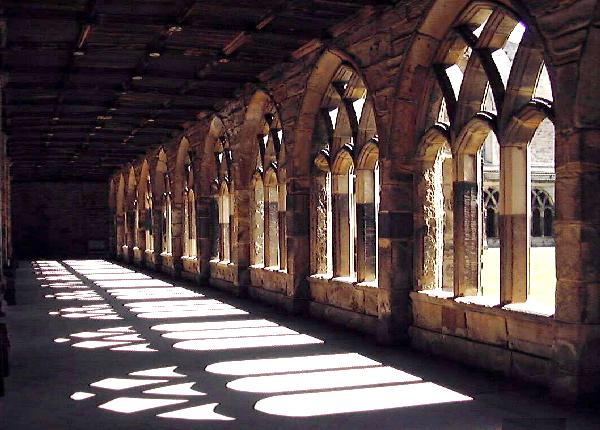
Il chiostro della cattedrale di Durham, uno dei luoghi usati per ricreare Hogwarts nei film

Il compito di creare Hogwarts per le riprese dei film di Harry Potter fu affidato allo scenografo Stuart Craig e al suo team. In merito al processo di creazione del castello, Craig disse: «Decidemmo fin da subito di non renderlo stravagante, non come un castello delle fiabe, ma di farlo apparire solido, duraturo, reale. [...] Volevamo che Hogwarts fosse nello stile gotico medievale, che è forte e dinamico, così prendemmo in prestito elementi da ogni dove — il meglio dalle università, il meglio dalle cattedrali — e poi li unimmo insieme».
Le due influenze maggiori sull'architettura e l'aspetto di Hogwarts nei film furono il castello di Alnwick e la cattedrale di Durham. Riprendendo elementi di questi due edifici e variandone il profilo con l'aggiunta di guglie per renderlo più spettacolare, un team di 86 artisti creò per La pietra filosofale una miniatura completa del castello, che venne poi utilizzata per tutti e otto i film della serie. Il modello, di oltre 15 metri di larghezza, aveva un livello di dettaglio minuzioso, e combinato a 2 500 luci e all'uso di effetti digitali permise di filmare le varie vedute esterne di Hogwarts. Dal 2012 la miniatura è esposta all'interno della sezione The Making of Harry Potter agli Studi Leavesden di Londra.
Alcune scene di interni ed esterni di Hogwarts furono filmate in location realmente esistenti nel Regno Unito. Ne sono un esempio i già citati castello di Alnwick e la cattedrale di Durham, dove si svolgono le lezioni di volo e una scena con Harry e Edvige in un chiostro innevato nella Pietra filosofale e l'atterraggio dell'auto volante di Arthur Weasley sul Platano Picchiatore nella Camera dei segreti. Altre scene furono girate nel chiostro della cattedrale di Gloucester, nell'abbazia di Lacock e nella Biblioteca Bodleiana, che fornì l'ambientazione per la biblioteca e l'infermeria di Hogwarts. Il refettorio del collegio Christ Church di Oxford ispirò invece la Sala grande, poi ricostruita per le riprese in un set agli Studi Leavesden. Il paesaggio, i terreni e il lago circostanti la scuola corrispondono a location in Scozia, nella zona di Fort William, Glen Coe, Loch Shiel, Loch Eilt e Loch Morar.
Il castello ha subito cambiamenti a ogni pellicola; variazioni dettate dalla sceneggiatura che necessitava di ambienti specifici per lo svolgimento delle vicende. Nel secondo film vengono aggiunte le serre per le lezioni della professoressa Sprite, il terzo film invece stravolge il retro del complesso costruendo la torre dell'orologio, il ponte di legno, la via per Hogsmeade e riposizionando la capanna di Hagrid e l'ingresso della Foresta proibita, oltre ad assottigliare le guglie e aggiungere la Torre oscura. Il quarto film elimina la scalinata in marmo presente nei primi episodi e viene posizionato un portico gemello a quello della torre dell'orologio per ospitare il nuovo ingresso della Sala grande, inoltre viene presentata la guferia e si creano appositamente le aree per ospitare il Torneo Tremaghi. Il sesto film vede comparire la Torre di astronomia che si sostituisce alla precedente Torre oscura. Nell'ottavo film il castello subisce pesanti cambiamenti per mettere in scena la battaglia finale: il nuovo portico d'ingresso viene quadruplicato, e il viadotto di pietra, che nei precedenti capitoli collega due aree del castello, permette un ingresso diretto alla Sala grande dalla scogliera. La rimessa delle barche e la torre del sesto piano diventano più sontuose e aguzze, il parco del castello viene completamente rimosso, il ponte di legno viene raddoppiato nella sua lunghezza e il sottotetto del quinto piano viene ridisegnato per ospitare una serie di passerelle sorrette da catene.

### Traduzioni del nome
In inglese, Hogwarts significa «Verruche [warts] di porco [hog-]»; si veda la storia fittizia nell'ambientazione, nel paragrafo seguente.
Varie versioni in lingua non originale delle opere hanno mantenuto il nome Hogwarts nella sua forma esteriore, adattandolo o trascrivendolo quando necessario negli alfabeti di destinazione, come nel caso dell'arabo هوغوورتس‎ (Hūghwūrts), del russo Хогвартс (Chogvarts), del giapponese ホグワーツ (Hoguwātsu), del bengalese হগওয়ার্টস (Hogowarts), del greco Χόγκουαρτς (Hógkuarts), o del cinese semplificato 霍格沃茨 (Huògéwòcí).
In altri casi, invece, i traduttori hanno coniato un nome che esprimesse un significato nella lingua di destinazione, mantenendo il significato dell'originale o inventando qualcosa di stile più o meno simile; si vedano il francese Poudlard («Pidocchio del lardo»), il lettone Cūkkārpas (scorciamento di cūka 'maiale', unito a kārpas 'verruche'), l'olandese Zweinstein (variazione di zwijnsteen, «Roccia del maiale»), il norvegese bokmål Galtvort (mentre la traduzione neonorvegese ha mantenuto il nome originario), il finlandese Tylypahka, l'ungherese Roxfort (incrocio fra il nome di Oxford, città inglese famosa per l'università, e quello del formaggio francese roquefort), lo sloveno Bradavičarka, il ceco Bradavice («Verruca») e il greco antico Ὑογοήτου (pressappoco «Maghi del maiale»).

## Storia
Intorno alla fine del X secolo, i quattro maghi britannici più famosi dell'epoca, Godric Grifondoro, Tosca Tassorosso, Priscilla Corvonero e Salazar Serpeverde, decisero di fondare una scuola in cui educare giovani che mostrassero doti magiche e tramandare così le loro conoscenze. Secondo la leggenda, Priscilla Corvonero sognò un maiale coperto di verruche (in inglese warty hog) che la condusse a un altopiano delle Highlands scozzesi; i quattro amici si recarono in tale luogo nella realtà e lo ritennero adatto per costruire il castello che avrebbe ospitato la scuola. In riferimento al curioso animale sognato dalla Corvonero, i fondatori chiamarono il castello "Hogwarts". Poiché il Medioevo era un periodo in cui maghi e streghe erano particolarmente perseguitati dai babbani, oltre a scegliere un luogo isolato come le Highlands, i quattro fondatori intrisero il castello di potenti magie protettive per celarlo agli occhi della gente comune.
Poco tempo dopo l'apertura della scuola, tra i fondatori nacquero dei dissidi: ognuno voleva selezionare i suoi allievi in base a caratteristiche precise e ciò li spinse a costituire quattro gruppi in cui dividere i discenti, le cosiddette "case", chiamate Grifondoro, Tassorosso, Corvonero e Serpeverde, dai cognomi dei promotori. Al fine di scegliere nel miglior modo possibile in quale casa sarebbe stato inviato ogni studente e per fare in modo che la selezione continuasse secondo i loro criteri anche dopo la loro morte, i quattro fondatori infusero nel cappello di Godric Grifondoro la capacità di leggere nella mente degli studenti, in modo che l'oggetto, da allora conosciuto come Cappello parlante, si facesse carico della cerimonia di smistamento mantenendo i criteri di selezione da loro messi a punto. Salazar Serpeverde, tuttavia, voleva selezionare con maggior severità gli studenti della scuola; egli era convinto infatti che il sapere magico dovesse essere custodito solo dalle più antiche famiglie di soli maghi e che gli studenti nati babbani non fossero degni di frequentare l'istituto e di apprendere le arti magiche. Questo portò a una spaccatura insanabile tra lui e i restanti tre fondatori e Serpeverde lasciò la scuola. Prima di partire, però, costruì la camera dei segreti, una stanza segreta nei sotterranei della scuola di cui gli altri fondatori ignoravano l'esistenza, sigillandola in modo che solo un suo erede l'avrebbe potuta aprire per liberare un mostro custodito al suo interno, che avrebbe epurato la scuola dai nati babbani: un basilisco.
Hogwarts attraversò i secoli successivi acquisendo un ruolo di primo piano nella società magica britannica e diventando uno degli istituti magici più rinomati a livello internazionale. La scuola fu frequentata da Tom Riddle, che vi reclutò i primi Mangiamorte e vi progettò i suoi primi Horcrux. Riddle, una volta appreso di essere l'erede di Serpeverde, riuscì ad aprire la camera dei segreti e a liberare il basilisco, causando la morte di una ragazza, Mirtilla Malcontenta. Dopo aver richiesto il posto di insegnante di difesa contro le arti oscure e aver ottenuto un rifiuto da parte di Silente, Voldemort maledì tale cattedra, impedendo a chiunque insegnasse quella materia di permanere per più di un anno e nascose nella Stanza delle necessità il suo quinto Horcrux, il diadema di Priscilla Corvonero.
La storia successiva di Hogwarts viene ripercorsa nei libri di Harry Potter, che prendono in esame principalmente i sette anni dal 1991 al 1998. In questo periodo il preside è Albus Silente. Nella Pietra filosofale, Hogwarts viene scelta per nascondere la pietra filosofale; il tentativo di Voldemort di impossessarsi dell'artefatto per mezzo del professore Quirinus Raptor viene fermato dai protagonisti della saga, evento in seguito al quale la pietra viene distrutta dal suo creatore, l'alchimista Nicolas Flamel. Nella Camera dei segreti, il basilisco viene nuovamente liberato dal diario di Tom Riddle, per mezzo di Ginny Weasley. Il mostro pietrifica diversi studenti prima di venire fermato dal protagonista. Nel Calice di fuoco, Hogwarts ospita il Torneo Tremaghi; in questa occasione la scuola accoglie le delegazioni delle scuole di Beauxbatons e di Durmstrang. Il calice di fuoco seleziona per Hogwarts due campioni, Harry Potter e Cedric Diggory, che muore nel corso dell'impresa per ordine di Voldemort. Nel corso dell'Ordine della Fenice, il Ministero della Magia estende la sua influenza nella scuola per mezzo di Dolores Umbridge, nominata prima professoressa di Difesa contro le arti oscure, poi inquisitore supremo di Hogwarts e infine, in seguito all'allontanamento di Silente, preside della scuola, fino al ritorno di Silente alla fine del romanzo. Nel Principe mezzosangue la scuola subisce un'incursione dei Mangiamorte, affrontati dai membri dell'Ordine della Fenice, e nel corso di questo evento Silente viene ucciso da Severus Piton. Nei Doni della Morte, in seguito alla presa del potere da parte di Voldemort, Piton diviene preside, la scuola cade sotto il controllo del mago oscuro e la frequentazione viene resa obbligatoria. In seguito all'arrivo dei protagonisti, intenzionati a distruggere il diadema di Corvonero, la scuola viene assediata da Voldemort e dai suoi seguaci e, nel corso della battaglia, che vede la vittoria dei protagonisti, gran parte degli edifici subiscono gravi danneggiamenti. Al termine dello scontro la scuola viene ricostruita e continua a svolgere la sua funzione.

## Descrizione

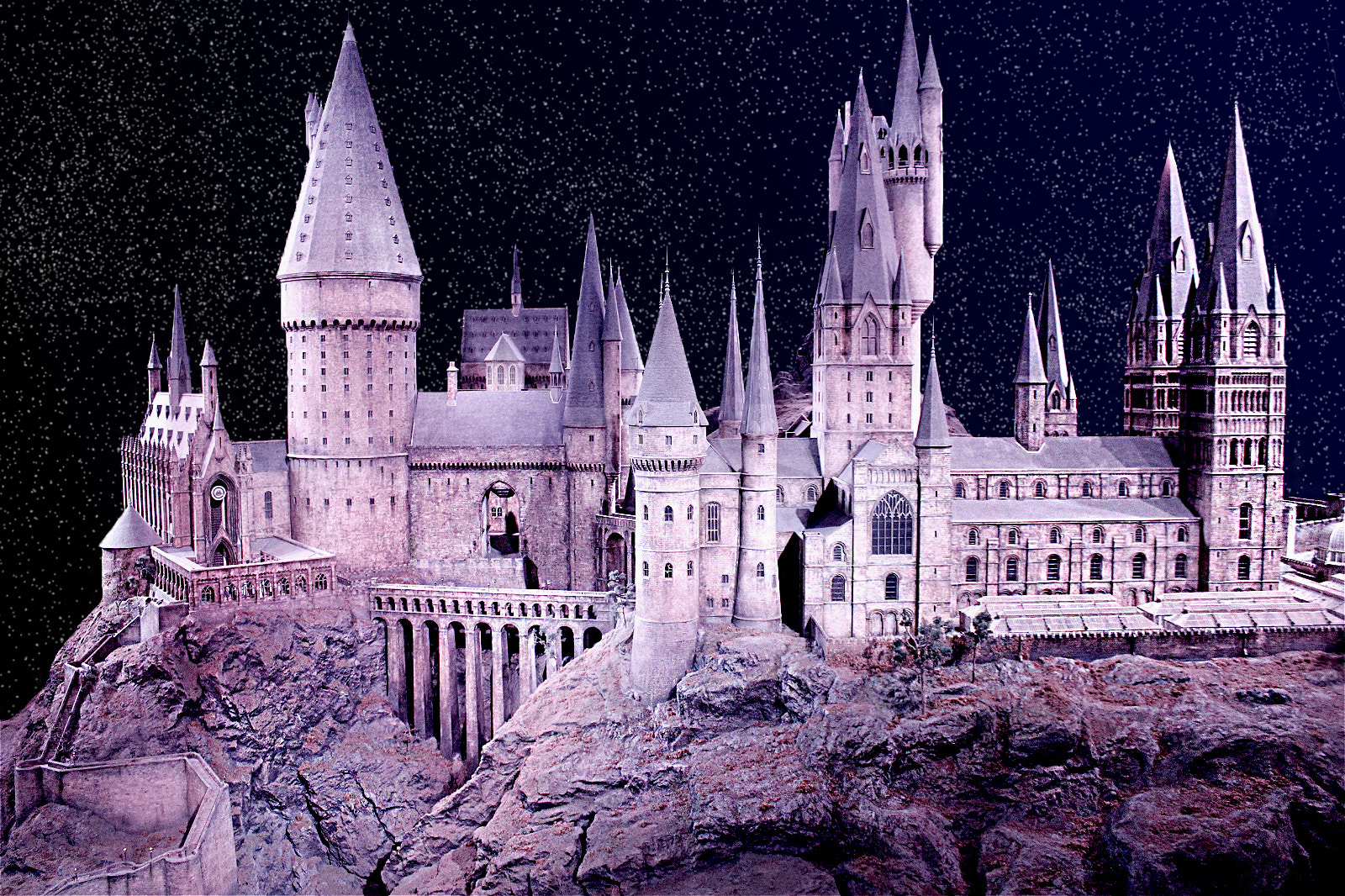
Miniatura del castello di Hogwarts usata durante le riprese dei film, Studi Leavesden

Hogwarts è un grande castello situato nelle Highlands scozzesi in prossimità del villaggio di Hogsmeade, unico insediamento della Gran Bretagna ad essere abitato da soli maghi. La scuola sorge su una scogliera in riva al Lago Nero. Nelle vicinanze si estende un bosco vasto, tetro, pericoloso e interdetto agli studenti, chiamato Foresta proibita. La scuola è inoltre circondata da un ampio parco con prati, aiuole, orti, serre, un campo da quidditch e alcuni edifici minori, come la capanna del guardiacaccia Rubeus Hagrid.
Per quanto riguarda l'edificio scolastico principale, la Rowling l'ha descritto come «un castello enorme, sconnesso e che incute paura e rispetto, con un mucchio di torri e merlature»; un edificio dall'architettura irregolare e che sfugge alle leggi della statica in quanto è sorretto parzialmente dalla magia. Il castello ha sette piani e dei sotterranei, il tutto collegato da 142 scalinate, e ospita numerose aule, dormitori per gli studenti e per il personale, sale comuni, cortili, corridoi, sale di rappresentanza, le cucine, una biblioteca e un'infermeria. Su alcune scalinate sono presenti gradini che scompaiono quando calpestati; inoltre, le stesse scale e alcune aule hanno la tendenza a spostarsi, quindi risulta facile perdere l'orientamento all'interno del vasto castello o ritrovarsi in un luogo che non è quello dove si pensava di essere diretti. Altra particolarità di Hogwarts sono alcuni passaggi segreti, sette in totale, che conducono fuori dal castello, o stanze misteriose, come la camera dei segreti o la Stanza delle necessità. Nessuno, si dice, è a conoscenza di tutti i misteri della scuola, sebbene il preside Albus Silente, il custode Argus Gazza e i gemelli Fred e George Weasley ne abbiano una conoscenza molto approfondita. Nel corso dei secoli alcuni studenti hanno esplorato a fondo la scuola svelandone numerosi segreti; è il caso dei "Malandrini" James Potter, Sirius Black, Remus Lupin e Peter Minus, i quali hanno rappresentato loro scoperte nella Mappa del Malandrino, una carta che mostra Hogwarts nella sua interezza localizzandovi la posizione di chiunque. Hogwarts ospita anche numerosi ritratti e dipinti magici, alcuni fantasmi ed un poltergeist dispettoso e incontrollabile di nome Pix.
Hogwarts è avvolta da varie protezioni magiche. Alcune di queste servono a nascondere il castello e il parco ai babbani, i quali al loro posto vedono solo un cumulo di rovine e dei segnali di pericolo che dissuadono dall'avvicinarsi. La posizione esatta del castello è sconosciuta e non individuabile. La scuola è avvolta da incantesimi che impediscono a maghi e streghe di materializzarsi all'interno dei suoi confini. Il preside può rimuovere tale blocco a sua discrezione, anche solo per brevi periodi di tempo e/o in aree circoscritte. Nel Calice di fuoco Hermione afferma anche che, a causa dell'alta concentrazione di magia nell'aria, gli apparecchi elettronici babbani, come computer o telefoni cellulari, non funzionano nei dintorni di Hogwarts.
Il motto che si legge nello stemma della scuola è Draco dormiens nunquam titillandus, che in latino significa "Non stuzzicare il drago che dorme".

## Ordinamento
Hogwarts è un collegio scolastico coeducativo, della durata di sette anni, che accoglie ragazzi e ragazze tra gli undici e i diciassette anni; è assimilabile pertanto a un ciclo di istruzione secondaria. Nelle concezioni iniziali della Rowling Hogwarts avrebbe dovuto ospitare circa mille studenti. In seguito l'autrice corresse il numero al ribasso e suggerì invece seicento, salvo ammettere che questa cifra è comunque in contrasto con il numero esiguo di studenti presenti nell'anno di Harry. Questa discrepanza è dovuta al fatto che per comodità la Rowling aveva ideato solo quaranta studenti coetanei di Harry.

### Iscrizione e arrivo
Ogni mago e strega delle Isole britanniche è iscritto a Hogwarts dalla nascita o comunque da prima del compimento degli undici anni, grazie a una penna e a un libro magici situati in una torre segreta della scuola che rilevano i segni di magia nei nuovi nati e nei bambini, se questi sviluppano le loro doti più tardi e ne annotano i nomi. La decisione dei due oggetti è inappellabile e serve a impedire che i maghinò frequentino la scuola. Ogni anno un insegnante, nel periodo di ambientazione dei libri la professoressa McGranitt, controlla il libro e invia una lettera di accettazione ai ragazzi con poteri magici che stanno per compiere l'undicesimo anno d'età. Le lettere ai nati babbani, che in genere non sono a conoscenza dei loro poteri o della società magica, sono recapitate direttamente da un funzionario della scuola, che si occupa di spiegare all'interessato e ai suoi genitori la situazione e di rassicurarli o rispondere alle loro domande. La lettera contiene anche una lista di materiali scolastici che lo studente deve procurarsi, che includono una bacchetta magica, libri di testo, uniformi e, facoltativamente, un animale a scelta tra un gufo, un gatto e un rospo. Gli studenti che non possono permettersi l'acquisto dei materiali possono richiedere un aiuto economico dalla scuola, come nel caso di Tom Riddle. La frequentazione di Hogwarts non è comunque obbligatoria e le famiglie, anche dopo aver ricevuto la lettera da Hogwarts, possono decidere di educare i propri figli in casa o di iscriverli ad altre scuole di magia.
L'inizio dell'anno scolastico è fissato al 1º settembre. In questo giorno gli studenti si recano al binario 9 ¾ della stazione di Londra King's Cross, a cui solo i maghi possono accedere attraversando la barriera che si trova tra i binari 9 e 10; da lì salgono sull'Espresso di Hogwarts, che parte alle 11 del mattino e giunge in serata alla stazione di Hogsmeade, vicino alla scuola. Da qui gli studenti degli anni tra il secondo e il settimo salgono su carrozze trainate dai thestral per giungere al castello, mentre gli studenti del primo anno, accompagnati dal Custode delle Chiavi e dei Luoghi della scuola Rubeus Hagrid, fanno il loro ingresso attraversando il Lago Nero su delle barchette.

### Case

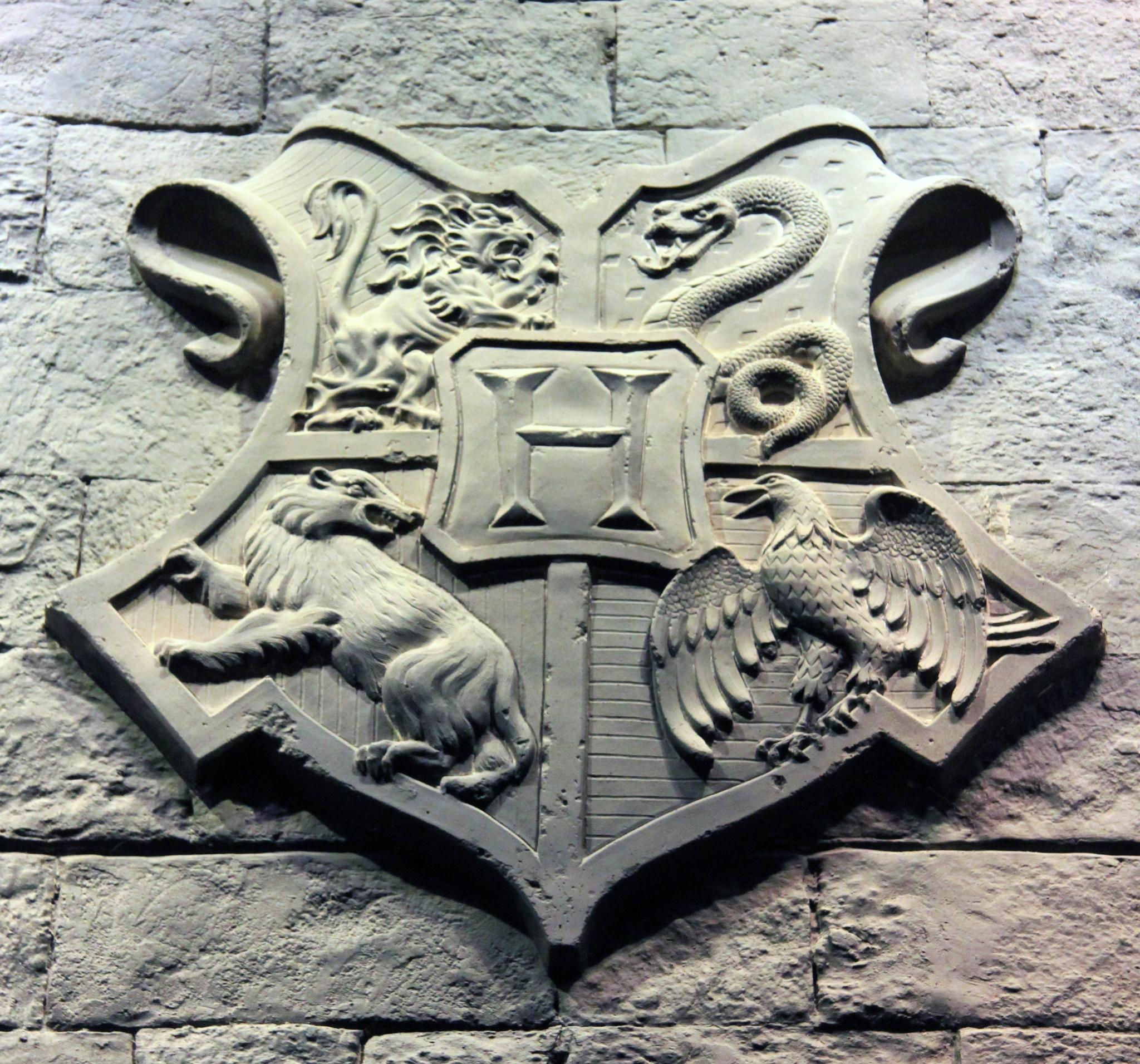
Stemma di Hogwarts con i quattro simboli delle case, Studi Leavesden

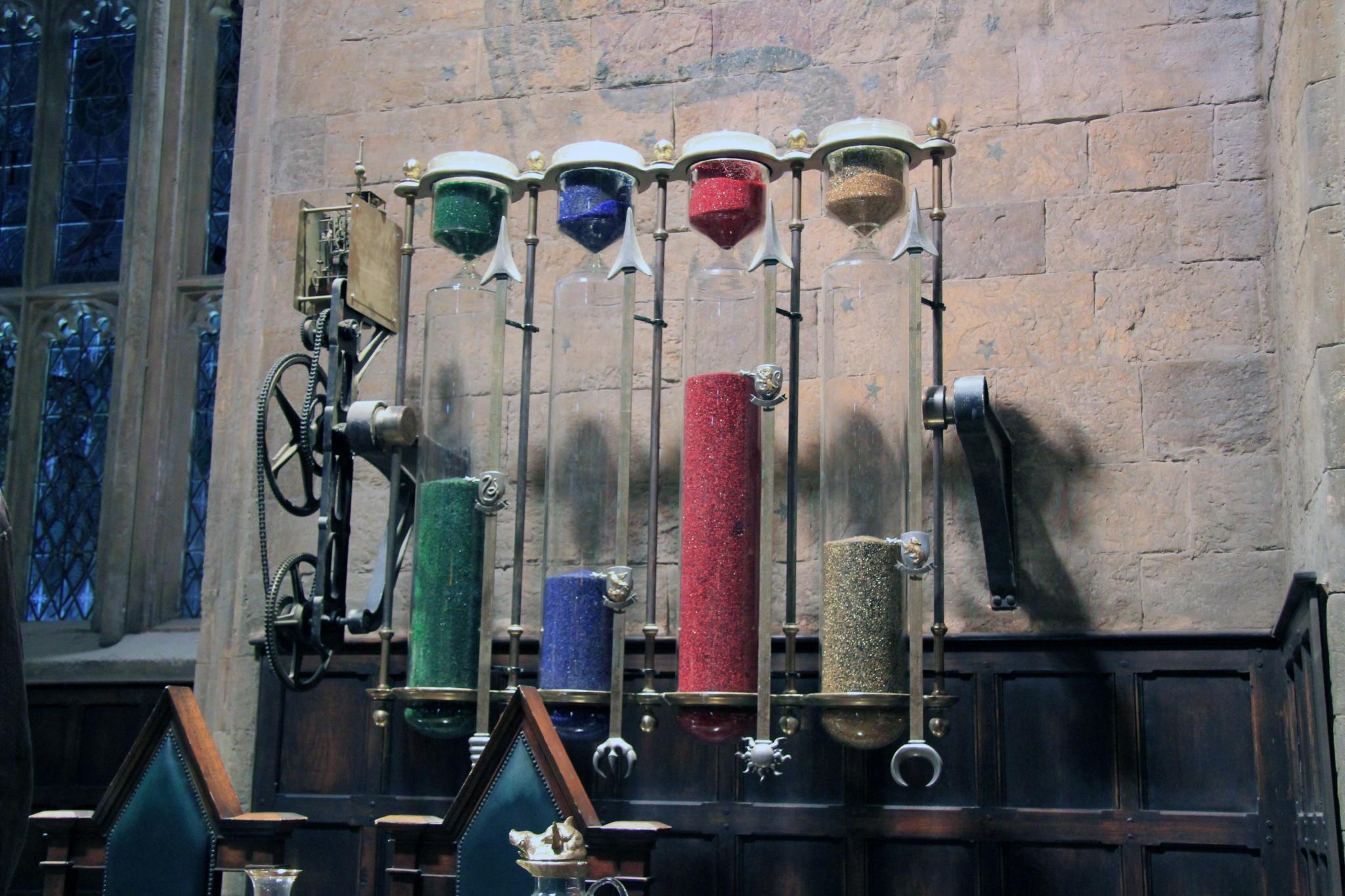
Le clessidre segnapunti della coppa delle case, Studi Leavesden

All'interno di Hogwarts gli studenti sono suddivisi in quattro case, una per ognuno dei fondatori della scuola: Grifondoro, Tassorosso, Corvonero e Serpeverde. Nei primi anni ogni fondatore era solito scegliere personalmente gli studenti per la propria casa prendendo in considerazione le caratteristiche e le attitudini degli studenti che erano loro più congeniali. I quattro incantarono poi il cappello di Grifondoro, facendolo diventare il Cappello parlante, affinché proseguisse lo smistamento secondo i loro criteri anche dopo la loro morte. Da allora la casa a cui si è assegnati viene decisa all'inizio del primo anno dal Cappello parlante, il quale viene indossato a turno da tutti i nuovi studenti durante un'apposita cerimonia di smistamento, che si tiene appena giunti alla scuola prima del banchetto iniziale. Una volta indossato, il cappello, che è in grado di scrutare nella mente dei ragazzi, valuta le caratteristiche dello studente e lo assegna di conseguenza alla casa più appropriata per lui, prima sussurrando le sue considerazioni nell'orecchio dello studente e poi gridando il nome della casa davanti alla folla.
Le case fungono soprattutto da comunità per gli studenti, in quanto ognuna ha una sala comune e un dormitorio riservati in cui gli studenti possono socializzare. Ogni casa è diretta da un professore, appartenuto a essa in passato e ha un fantasma ufficiale, che da vivo è stato protagonista di vicende legate a quella casa. Per ogni casa vengono scelti tra gli studenti del quinto anno due prefetti, un ragazzo e una ragazza, che sono responsabili del rispetto delle regole da parte degli altri alunni e dell'accoglienza degli studenti del primo anno. Le quattro case hanno anche un animale simbolo e dei colori specifici, presenti sul loro stendardo. Sono inoltre associati ad uno dei quattro elementi.
Nel corso dell'anno, per incentivare il rispetto delle regole e il rendimento scolastico, per particolari buone azioni svolte dagli studenti vengono assegnati dei punti alla loro casa di appartenenza, mentre per violazioni delle regole o comportamenti scorretti vengono sottratti dei punti. Sono autorizzati a dare e togliere punti il preside, i professori, i prefetti e i capiscuola. Il punteggio viene monitorato tramite quattro clessidre giganti riempite di pietre preziose che si trovano nella sala d'ingresso della scuola e che si aggiornano automaticamente ogni volta che qualcuno che ne ha il diritto dichiara di voler aggiungere o togliere punti a una casa. La casa con più punti al termine dell'anno scolastico vince la prestigiosa coppa delle case. Le case si affrontano anche nella coppa scolastica di quidditch, i cui risultati vengono conteggiati anche ai fini della coppa delle case. Queste due competizioni alimentano la rivalità tra case, che è molto sentita, con gli studenti che spesso arrivano a idolatrare i loro compagni che fanno guadagnare molti punti e a odiare quelli che ne fanno perdere.
Il sistema delle case prende spunto da quello adottato in alcuni collegi anglosassoni; ciò ha comportato delle difficoltà di adattamento e di traduzione nelle culture in cui questo concetto non esiste.

#### Grifondoro
La casa di Grifondoro (Gryffindor) valorizza coraggio, audacia e nobiltà d'animo. Recita al primo anno la canzone del Cappello parlante: "È forse Grifondoro la vostra via, culla dei coraggiosi di cuore: audacia, fegato, cavalleria fan di quel luogo uno splendore". Il suo stemma è un leone, i suoi colori sono scarlatto e oro, e l'elemento associato è il fuoco. Il fondatore è stato Godric Grifondoro. La direttrice è la professoressa di trasfigurazione Minerva McGranitt, mentre il fantasma è Sir Nicholas de Mimsy-Porpington, meglio noto tra gli studenti come Nick-Quasi-Senza-Testa. Inoltre è la casa a cui appartengono i protagonisti Harry Potter, Ron Weasley e Hermione Granger.
La sala comune della casa è situata nella Torre ovest, il cui ingresso è al settimo piano nascosto dal ritratto della Signora Grassa; per potervi accedere bisogna pronunciare la parola d'ordine, che cambia regolarmente. La sala è ampia, circolare e accogliente, arredata con poltroncine, pouf e tavolini bassi. Drappi, arazzi e tappeti color rosso e oro tappezzano la stanza. Un grande camino funge da fonte di calore. Due scale a chiocciola si diramano portando ai dormitori maschili e femminili. Una particolarità è che i maschi non possono salire la scala delle femmine, poiché questa diventa uno scivolo al loro passaggio, mentre le femmine possono tranquillamente salire quella dei maschi, in quanto i fondatori ritenevano che i ragazzi fossero meno affidabili delle ragazze. I dormitori si trovano leggermente sopraelevati rispetto alla sala comune. I dormitori sono giustamente spaziosi, con letti a baldacchino con tende rosse, lenzuola bianche e piccole lampade sui comodini. La principale fonte di calore è un piccolo caminetto, mentre la luce deriva da un lampadario in mezzo alla stanza.

#### Tassorosso
La casa di Tassorosso (Hufflepuff, lett. "sbuffare o soffiare a raffiche o folate", tradotta poi nella nuova edizione italiana come Tassofrasso) richiede duro lavoro, pazienza, lealtà, giustizia e tenacia. Secondo il Cappello parlante: "O forse è a Tassorosso la vostra vita, dove chi alberga è giusto e leale: qui la pazienza regna infinita e il duro lavoro non è innaturale". L'animale della casa è un tasso, mentre i suoi colori sono il giallo e il nero; l'elemento associato è la terra. La fondatrice è stata Tosca Tassorosso. La direttrice è la professoressa di erbologia Pomona Sprite, mentre il fantasma è il Frate Grasso, un monaco basso, panciuto e gioviale. La casa di Tassorosso raramente si ricopre di gloria, ma questo non perché i suoi studenti siano meno capaci: solo sono più modesti e generosi degli altri, infatti Tassorosso è la casa da cui è uscito il minor numero di maghi oscuri.
La sala comune è situata nel seminterrato, vicino alle cucine e l'ingresso è nascosto da una catasta di botti. Si presenta come una stanza a pianta circolare, in stile rustico e con i soffitti bassi. Le molte finestre permettono ai raggi del sole di inondare di continuo la sala. Divani neri e gialli sono disposti lungo la stanza e i davanzali e i ripiani sono ornati dalle piante delle serre della professoressa Sprite. Un camino, con sopra il ritratto di Tosca Tassorosso, rappresenta la fonte di calore primaria nei mesi freddi e rende l'ambiente molto accogliente. Ai dormitori si accede attraverso porte rotonde disposte lungo le pareti. Questi sono arredati con letti a baldacchino e riscaldati con lampade di rame.

#### Corvonero
La casa di Corvonero (Ravenclaw, lett. "artiglio di corvo") dà grande valore a intelligenza, creatività, apprendimento e saggezza. Il Cappello parlante declama: "Oppure Corvonero, il vecchio e il saggio, se siete svegli e pronti di mente, ragione e sapienza qui trovan linguaggio che si confà a simile gente". Lo stemma della casa è un'aquila (corvo nella serie di film), i suoi colori sono blu e bronzo, quest'ultimo sostituito dal grigio negli adattamenti cinematografici, e l'elemento associato è l'aria. La fondatrice è stata Priscilla Corvonero. Il direttore è il professore di incantesimi Filius Vitious e il fantasma è la Dama Grigia.
La sala comune è situata nella Torre di Corvonero, la torre ovest della scuola. Per accedervi è necessario rispondere correttamente a una domanda o indovinello posto dal batacchio di bronzo della porta; se si sbaglia la risposta non si potrà entrare finché non arriverà qualcuno in grado di rispondere correttamente. Il salone è circolare, ampio e arioso. Finestre ad arco si affacciano sul parco che circonda la scuola. Le pareti sono tappezzate di drappi blu e bronzo, mentre la stanza è arredata con librerie, divani e poltrone blu. In una nicchia si trova una grande statua di marmo rappresentante Priscilla Corvonero con in testa il diadema perduto. Il soffitto è ricoperto da un cielo stellato. I dormitori si diramano in piccole torrette, con letti a baldacchino di tessuti blu notte.

#### Serpeverde
La casa di Serpeverde (Slytherin, che richiama il verbo slithering, "strisciare") tiene in grande considerazione ambizione, astuzia e intraprendenza. Il Cappello parlante, al primo anno, canta: "O forse a Serpeverde, ragazzi miei, vi troverete gli amici migliori, quei tipi astuti e affatto babbei che qui raggiungono fini ed onori!". Lo stemma della casa è un serpente, i suoi colori sono verde e argento, ed è associato all'elemento acqua. Il fondatore è stato Salazar Serpeverde. Il direttore è nei primi sei libri il professore di pozioni e di difesa contro le arti oscure Severus Piton, a cui succede, nel settimo libro, Horace Lumacorno, anch'egli insegnante di pozioni, che aveva già ricoperto tale ruolo molti anni prima. Il fantasma è il Barone Sanguinario. Serpeverde è la casa con la peggior reputazione, dovuta al fatto che da essa è uscita la quasi totalità dei maghi oscuri, tra cui Voldemort stesso. Grande importanza viene data da numerosi suoi membri alla cosiddetta purezza di sangue. I principali personaggi citati di questa casa sono Draco Malfoy e i suoi due compagni Gregory Goyle e Vincent Tiger.
La sala comune di Serpeverde si trova nei sotterranei, precisamente sotto il Lago Nero. Vi si accede attraverso una porta nascosta in una parete, che si apre con una parola d'ordine. La sala è descritta come una lunga stanza sotterranea dai soffitti bassi, pervasa da una luce verdastra e sinistra. L'arredamento è costituito da poltroncine e sofà neri, con tappeti verde e argento e vari teschi decorativi; le pareti sono tappezzate con arazzi che raffigurano avventure di famosi Serpeverde. È presente un colossale camino. Nei dormitori vi sono antichi letti a baldacchino con tende di seta verde e copriletti ricamati di filo argentato.

### Materie di studio
Hogwarts è una scuola di magia, pertanto molte materie differiscono da quelle educative tradizionali. Alcune di queste discipline sono obbligatorie fin dal primo anno, come incantesimi e difesa contro le arti oscure. A partire dal terzo anno, agli studenti viene chiesto di aggiungere almeno altre due materie al proprio curriculum, scegliendo tra cinque corsi opzionali.
Le materie obbligatorie sono:
- Trasfigurazione: descritta come l'arte di modificare le proprietà e la struttura di oggetti e di esseri viventi.[55] Consiste nello studio degli incantesimi che permettono la trasformazione di animali in oggetti o viceversa oppure che fanno apparire o sparire oggetti. La materia è insegnata dalla professoressa Minerva McGranitt.[56] Originariamente questa materia era stata annotata dall'autrice come "Metamorfosi".[53]
- Incantesimi: lo studio di incantesimi, fatture e magie, che conferiscono a oggetti qualità che prima non avevano, oppure assolvono a uno specifico compito come l'apertura di porte, la levitazione di oggetti o la generazione di luce.[55] Le lezioni di incantesimi sono solitamente piuttosto movimentate e rumorose.[57] Il docente è il professor Filius Vitious.
- Pozioni: studia la preparazione di pozioni, infusi e tisane dotati di effetti magici. A differenza dell'esecuzione di un incantesimo, preparare una pozione richiede tempo e fatica, ma genera in alcuni casi degli effetti impossibili da ottenere in altro modo o da eliminare senza ricorrere a un'altra pozione. Ogni pozione richiede il corretto dosaggio, miscuglio e rimestamento di ingredienti, il controllo della temperatura e l'esecuzione di alcuni passaggi magici.[58] Per svolgere le lezioni sono necessari gli ingredienti ed alcuni strumenti, tra cui un calderone, una bilancia, arnesi vari e un mortaio. La materia è insegnata dal professor Severus Piton nei primi cinque libri e da Horace Lumacorno nel sesto e settimo. Le lezioni si svolgono in un'aula nei sotterranei. Rowling ha descritto la classe di pozioni come l'equivalente magico di chimica, la materia che le piaceva di meno a scuola.[59]
- Storia della magia: studia gli avvenimenti storici del mondo magico, come importanti figure storiche, rivolte di folletti, guerre contro i giganti o trattati internazionali. L'insegnante è il professor Cuthbert Rüf, l'unico docente fantasma della scuola, che non fa altro che leggere i suoi appunti in modo molto monotono, facendo sì che gli alunni prestino davvero poca attenzione e che le sue lezioni risultino le più noiose del programma.[60]
- Difesa contro le arti oscure: si imparano nozioni per proteggersi dalle arti oscure, le quali comprendono maledizioni e creature oscure. Il docente del corso è cambiato ogni anno dagli anni cinquanta, a causa di una maledizione che in tale periodo Lord Voldemort impose alla cattedra dopo che essa gli venne negata; al suo insegnamento si succedono quindi: Quirinus Raptor nel primo libro, Gilderoy Allock nel secondo, Remus Lupin nel terzo, Barty Crouch Jr. sotto le sembianze di Alastor Moody nel quarto, Dolores Umbridge nel quinto e Severus Piton nel sesto. Nei Doni della Morte, quando Hogwarts cade sotto il controllo di Voldemort, la materia viene rinominata "arti oscure", incentrata sull'insegnamento delle magie che prima si prefiggeva di contrastare e affidata al Mangiamorte Amycus Carrow.[61] Dopo la morte di Voldemort la maledizione scompare e la cattedra di difesa contro le arti oscure viene presa in carico in modo continuativo da un nuovo insegnante, di cui non si conosce l'identità.[62]
- Astronomia: in questa materia si studiano e si osservano le stelle, i pianeti e le costellazioni, proprio come nella sua controparte reale. Gli studenti fanno uso di telescopi per osservare il cielo stellato. L'insegnante è la professoressa Aurora Sinistra e le lezioni si tengono di notte nella Torre di astronomia, il luogo più alto di Hogwarts.[63][64]
- Erbologia: la materia contempla lo studio delle piante magiche, le loro caratteristiche, proprietà e i modi per coltivarle e ricavarne prodotti. La materia è di carattere prevalentemente pratico, ma include anche compiti e temi scritti. Le lezioni si tengono all'interno di apposite serre nei terreni di Hogwarts. La materia è insegnata dalla professoressa Pomona Sprite.[65] Nell'epilogo dei Doni della Morte si scopre che questa è stata sostituita da Neville Paciock, che da studente era molto abile nella materia.[66] Nei primi appunti dell'autrice tale materia era chiamata "Erboristeria".[53]
- Volo: insegna agli studenti del primo anno i rudimenti del volo su scopa. È insegnata dalla professoressa Madama Rolanda Bumb.[67]

Le materie facoltative dal terzo anno in poi sono:
- Aritmanzia: insegna a leggere il futuro attraverso il linguaggio dei numeri. Poiché Harry non segue questa materia, essa non viene mai descritta nei libri, ma si sa solo che è una delle materie preferite di Hermione. Stando a quanto ne dice la ragazza, l'aritmanzia è una materia difficile e richiede di memorizzare e lavorare con diverse carte e tabelle. L'insegnante è la professoressa Septima Vector.[63]
- Babbanologia: consiste nello studio delle abitudini, tradizioni e tecnologie babbane. È considerata una materia semplice e minore, ma alcuni la considerano importante per superare le differenze culturali tra mondo magico e babbani ed è un requisito essenziale per qualsiasi mestiere o attività che abbia a che fare con la comunità babbana.[68] L'insegnante è la professoressa Charity Burbage, che prima degli eventi narrati nella Pietra filosofale sostituì il professor Quirinus Raptor. Nei Doni della Morte la Burbage viene uccisa da Voldemort in quanto sosteneva che i babbani non fossero poi così diversi dai maghi, la materia viene resa obbligatoria e la cattedra viene affidata alla Mangiamorte Alecto Carrow, che insegna quanto i babbani sarebbero orribili e da disprezzare; non si sa chi insegni la materia dopo la caduta di Voldemort.[63]
- Divinazione: l'arte di prevedere il futuro attraverso l'osservazione degli astri, foglie di tè, sfere di cristallo, chiromanzia, movimenti di stelle e pianeti e l'interpretazione dei sogni. Viene descritta dalla professoressa McGranitt come una branca piuttosto imprecisa della magia, mentre i suoi seguaci affermano che è una scienza che dischiude i suoi segreti solo a pochi eletti. È insegnata da Sibilla Cooman e, dopo che questa viene licenziata nell'Ordine della Fenice, dal centauro Fiorenzo, che la pratica alla maniera dei centauri, ovvero bruciando salvia e malva e osservando i fumi emessi. Dal Principe mezzosangue la Cooman e Fiorenzo si dividono l'insegnamento della materia.[69][70] Le lezioni di divinazione tenute dalla Cooman si tengono nella Torre di divinazione o Torre nord, un ambiente circolare, caldo, permeato da un odore di incenso e di fiori e con una luce soffusa filtrata da svariati veli e drappi,[71] mentre Fiorenzo, non potendo salire e scendere le scale, insegna in un'aula al piano terra, resa magicamente simile alla foresta, con alberi, erba e un cielo stellato.[72] La Rowling ha rivelato che questa materia doveva inizialmente rientrare tra i corsi obbligatori sin dal primo anno.[53]
- Antiche rune: lo studio degli antichi alfabeti runici. A parte il fatto che Hermione la frequenta, non si conosce altro della materia. L'insegnante è la professoressa Bathsheda Babbling.[63]
- Cura delle creature magiche: si occupa dello studio delle creature magiche e di come prendersene cura. Le lezioni si tengono all'aperto. Nei primi due libri la cattedra è tenuta dal professor Silvanus Kettleburn, che all'inizio del Prigioniero di Azkaban va in pensione e viene sostituito da Rubeus Hagrid, che assume il ruolo di docente in aggiunta ai suoi compiti come guardiacaccia.[73] Nonostante la sua grande esperienza e conoscenza, la passione di Hagrid per tutte le creature ne offusca in certi casi il giudizio, tanto che finisce per mettere a repentaglio la sicurezza dei suoi stessi studenti con creature pericolose.[74] Quando Hagrid è assente il suo posto di insegnante di cura delle creature magiche viene ricoperto dalla professoressa Wilhelmina Caporal.[73]

Altre materie:
- Alchimia: viene offerta agli studenti del sesto e settimo anno solo quando si presenta un numero sufficiente di interessati. L'alchimia è un'arte filosofica che ha come scopo la ricerca della pietra filosofale, una sostanza che si dice abbia il potere di trasformare qualsiasi metallo in oro e di produrre l'elisir di lunga vita, che rende o mantiene il bevitore giovane e immortale.[63][75] La Rowling ha rivelato che questa materia doveva inizialmente rientrare tra i corsi obbligatori sin dal primo anno.[53]
- Materializzazione: un corso opzionale per gli studenti del sesto e settimo anno per esercitarsi nella materializzazione in vista dell'ottenimento della licenza. Poiché Hogwarts è protetta da incantesimi anti-materializzazione, per permettere lo svolgimento della classe le protezioni vengono rimosse dalla Sala grande per la durata del corso. Nel Principe mezzosangue il corso è tenuto dall'istruttore del Ministero della Magia Wilkie Twycross.[76]

### Esami
Gli esami a Hogwarts hanno luogo al termine del quinto e del settimo anno e sono supervisionati dall'Autorità per gli Esami dei Maghi del Ministero della Magia.
I G.U.F.O. (Giudizio Unico per Fattucchieri Ordinari, nella nuova traduzione Grado Ufficiale di Fattucchiere Ordinario), nell'originale inglese O.W.L. (Ordinary Wizarding Level), sono gli esami a cui gli studenti di Hogwarts devono sottoporsi al termine del quinto anno. Gli esami comprendono tutte le materie seguite da uno studente. Le prove si svolgono nel mese di giugno solitamente nel corso di due settimane, e prevedono per ogni materia una prova teorica la mattina e una pratica il pomeriggio. Tutte le prove, a parte quelle pratiche di astronomia e di cura delle creature magiche, si tengono nella Sala grande. I G.U.F.O. sono essenziali per la formazione, in quanto, in base al risultato ottenuto, determinano i corsi che lo studente può seguire nel sesto e settimo anno. I giudizi ottenibili sono sei, dal migliore al peggiore: E (eccezionale), O (oltre ogni previsione), A (accettabile), S (scadente), D (desolante) e T (troll). I primi tre sono i voti con cui si è promossi mentre gli ultimi tre sono i voti di bocciatura secca. Spesso, tuttavia, i docenti richiedono un voto minimo per poter accedere alle lezioni degli ultimi due anni, quindi può accadere che non si possa continuare un corso anche se si è preso un voto sufficiente.
I M.A.G.O. (Magia Avanzata di Grado Ottimale), nell'originale inglese N.E.W.T. (Nastily Exhausting Wizarding Test), sono gli esami che gli studenti di Hogwarts affrontano nel loro settimo e ultimo anno. Risultano determinanti per la professione che si desidera intraprendere nel mondo magico terminati gli studi a Hogwarts. Poiché i tre protagonisti decidono di non frequentare il suo settimo anno scolastico nei Doni della Morte, lo svolgimento dei M.A.G.O. non è descritto nel dettaglio; solo Hermione è tornata a Hogwarts per frequentare il settimo anno e conseguire i M.A.G.O. dopo la fine della serie.

## Vita scolastica

### Giornata tipo e anno scolastico

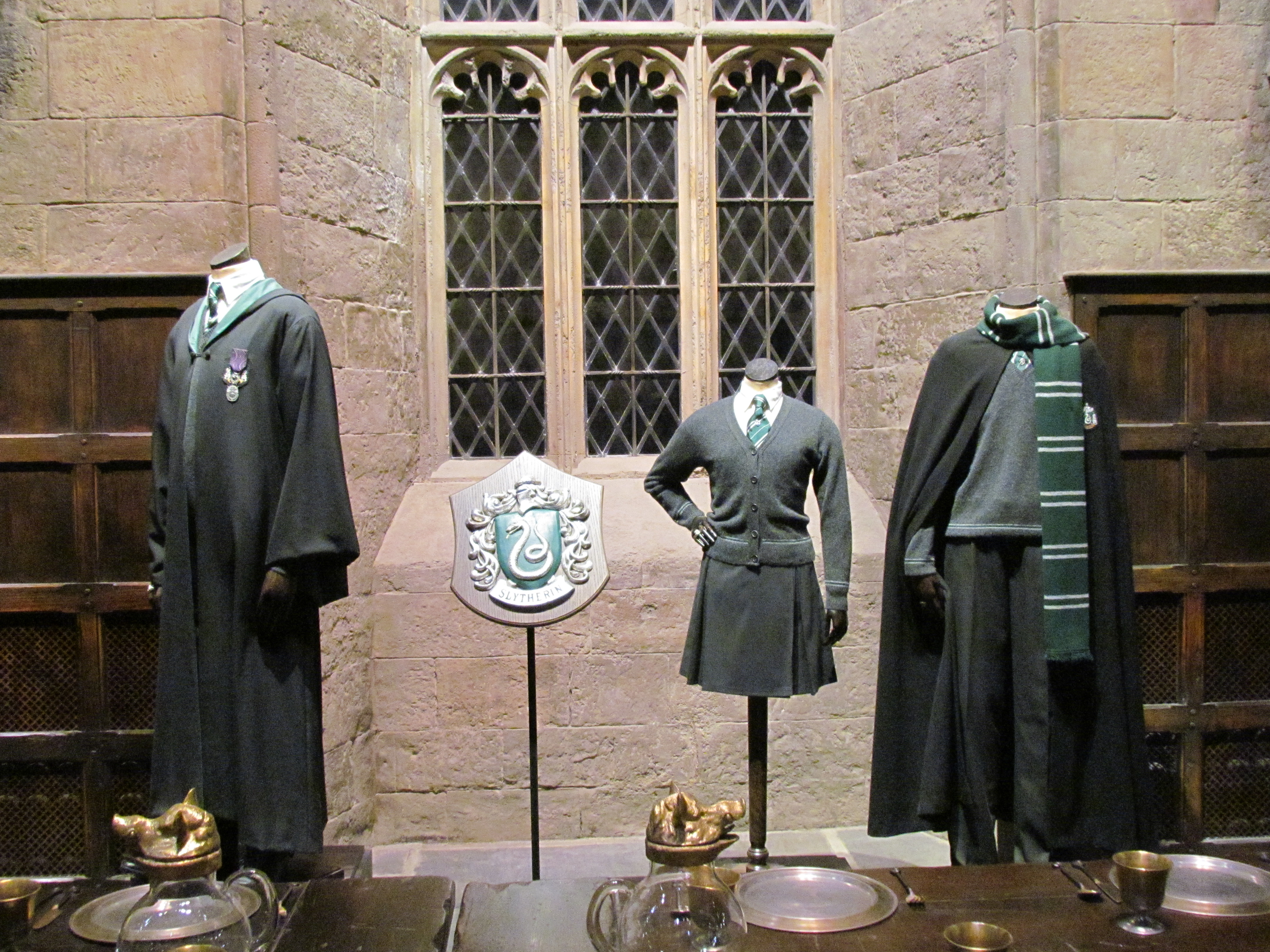
Repliche delle uniformi scolastiche di Hogwarts usate nei film, Studi Leavesden

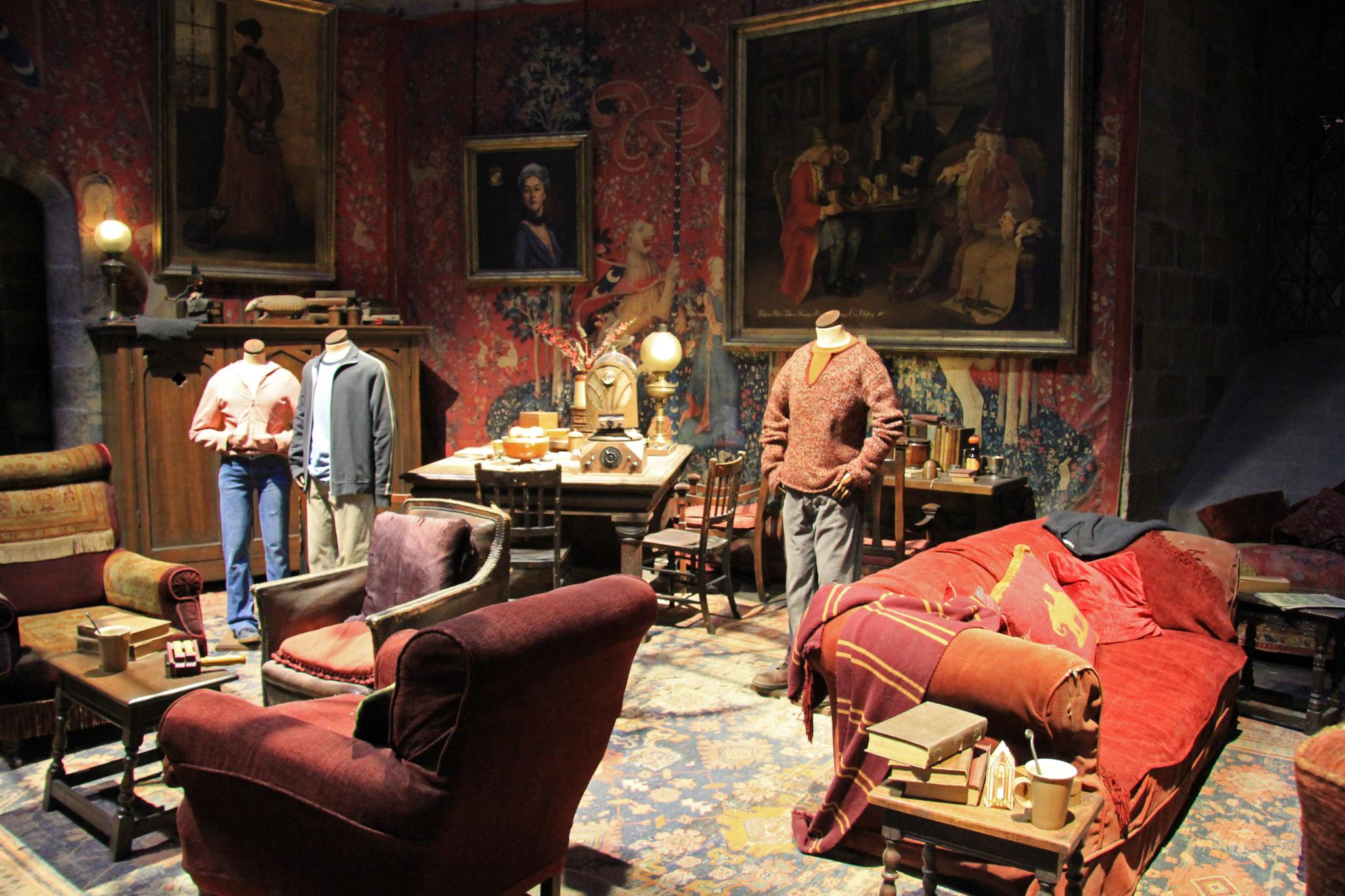
Set cinematografico della sala comune di Grifondoro, Studi Leavesden

Gli studenti di Hogwarts indossano un'uniforme scolastica, composta da una divisa da lavoro che copre tutto il corpo e da un cappello a punta neri. Negli adattamenti cinematografici l'uniforme appare piuttosto diversa e più simile a quelle tradizionali anglosassoni: con camicia bianca, maglione o cardigan grigio scuro, pantaloni grigio scuro per i maschi e gonna e calze dello stesso colore per le femmine, scarpe nere e un mantello nero. Inoltre, per identificare a prima vista le case di Hogwarts a cui appartengono gli studenti, questi indossano delle cravatte con i colori della loro casa e portano lo stemma della casa sui mantelli.
La giornata a Hogwarts inizia con la colazione nella Sala grande. Gli studenti sono divisi per casa in quattro lunghe tavolate, mentre i professori e il preside sono seduti su un tavolo posto perpendicolarmente e rialzato da un lato della sala. Durante la colazione gli studenti possono mangiare, socializzare o finire i compiti e ricevono la posta via gufo. Una campanella segnala l'inizio della prima lezione alle ore 9:00. Vi sono due lezioni la mattina, intervallate da una breve pausa per permettere agli studenti di raggiungere l'aula della lezione successiva. Dopo la pausa pranzo le lezioni riprendono alle 13:00 e terminano nel pomeriggio. La sera gli studenti cenano nella Sala grande e poi si ritirano negli spazi riservati alla loro casa, dai quali nelle ore serali e notturne è assolutamente vietato uscire. Le sale comuni delle case sono fornite di camini, divani, poltrone e tavolini e permettono agli studenti di studiare, fare i compiti, socializzare e rilassarsi. Dalle sale comuni dipartono poi i dormitori, piccole stanze provviste di letti a baldacchino in cui gli studenti di una casa e dello stesso anno e sesso dormono insieme.
L'anno scolastico va dal 1º settembre alla fine di giugno, ed è suddiviso in tre trimestri separati dalle vacanze di Natale e di Pasqua. La maggior parte degli studenti durante le festività lascia la scuola per trascorrere le vacanze con le proprie famiglie o amici. Per trasportare gli studenti da e verso la scuola viene messo loro a disposizione l'Espresso di Hogwarts. Gli alunni che decidono invece di rimanere a Hogwarts durante le vacanze possono trascorrere le festività con i professori che restano al castello e soggiornare liberamente nella scuola. Le lezioni si tengono dal lunedì al venerdì, con il sabato e la domenica liberi. Gli studenti del primo anno, inoltre, hanno libero anche il venerdì pomeriggio, mentre quelli del sesto anno hanno diverse ore libere nel corso della settimana. In certi fine settimana gli studenti a partire dal terzo anno dotati di permesso dei genitori o tutori sono autorizzati a visitare il vicino villaggio magico di Hogsmeade, dove possono fare acquisti o svagarsi nei pub e locali.

### Disciplina
La disciplina a Hogwarts è esercitata dai professori, dal custode Argus Gazza, dai prefetti e dai capiscuola, mentre per le questioni più gravi la decisione finale spetta al preside o ai direttori delle case. I professori possono punire gli studenti dei loro corsi a loro discrezione, ad esempio per comportamenti irrispettosi o scarsi risultati. Altre regole a cui gli alunni sono tenuti ad attenersi e che comportano delle punizioni se vengono infrante sono: il rispetto del coprifuoco serale e notturno, la proibizione di introdurre nella scuola oggetti pericolosi, il divieto di accedere ad alcuni luoghi proibiti o il divieto all'uso della magia per attaccare i propri compagni o per danneggiare la scuola. Le punizioni si risolvono in detenzioni, che consistono spesso nell'eseguire compiti noiosi e ripetitivi senza l'aiuto della magia sotto la supervisione di un professore, in confische o nella rimozione di punti alla propria casa dalla classifica della coppa delle case. Allo stesso modo, dei punti possono essere assegnati dal preside e dai professori a una specifica casa per premiare comportamenti e risultati positivi da parte degli studenti.
Per infrazioni particolarmente gravi si può arrivare a informare i genitori o i tutori dello studente, a sospenderlo o a espellerlo in via definitiva dalla scuola. Nella Camera dei segreti Harry e Ron vengono minacciati di espulsione dopo essersi schiantati con l'auto volante rubata di Arthur Weasley sul Platano Picchiatore. L'unico studente effettivamente espulso di cui si ha notizia nella saga di Harry Potter è Rubeus Hagrid, il quale viene incastrato e fatto passare per il responsabile dell'apertura della camera dei segreti dal vero responsabile Tom Riddle; inoltre, nella saga di Animali fantastici, si viene a sapere che anche Newt Scamandro è stato espulso da Hogwarts per aver introdotto illegalmente creature pericolose.
Nell'esercitare la disciplina all'interno della scuola il personale è inoltre supportato da alcuni studenti scelti. Ogni anno vengono selezionati per ogni casa due prefetti, un maschio e una femmina, tra gli studenti del quinto anno. I prefetti hanno alcuni privilegi e responsabilità aggiuntive, soprattutto nel sorvegliare e disciplinare gli altri studenti. Due capiscuola, un maschio e una femmina, sono scelti invece tra gli studenti del settimo anno che si sono distinti per particolari meriti scolastici. I capiscuola hanno autorità anche sui prefetti, ma per il resto i loro compiti sono simili. La nomina a caposcuola non è subordinata a una precedente nomina a prefetto, come dimostrato nel caso di James Potter.

### Attività extrascolastiche
Nel tempo libero gli studenti di Hogwarts possono dedicarsi ad attività extrascolastiche; la più importante è il quidditch, lo sport più popolare del mondo magico, praticato su scope volanti. Ogni anno la scuola organizza un torneo di quidditch in cui si affrontano le rappresentative delle quattro case. La squadra vincitrice ottiene la coppa e accumula più punti per la propria casa nella classifica della coppa delle case.
Gli studenti che condividono gli stessi interessi si riuniscono inoltre in associazioni studentesche dette club, tra cui il club di gobbiglie, il club di incantesimi, il club di collezionisti di figurine delle cioccorane, il club di astronomia e il club di pozioni. Club simili possono essere promossi anche dagli stessi insegnanti; è il caso del club dei duellanti nella Camera dei segreti, in cui Gilderoy Allock tenta senza molto successo di insegnare i rudimenti del combattimento magico, o del Lumaclub, il circolo esclusivo in cui Horace Lumacorno inserisce i suoi studenti prediletti. Nell'Ordine della Fenice Harry e i suoi compagni fondano l'Esercito di Silente, un gruppo clandestino di esercitazioni di Difesa contro le arti oscure, la cui attività viene sospesa nel Principe mezzosangue in quanto non più utile e ripresa da Neville Paciock nei Doni della Morte.

## Castello

### Sala grande

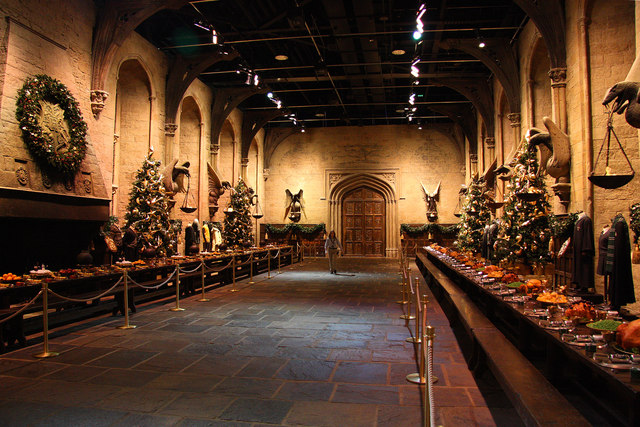
Set cinematografico della Sala grande con due delle quattro tavolate, Studi Leavesden

La Sala grande (Great Hall) è un'enorme stanza che funge da sala da pranzo, aula per gli esami e luogo per cerimonie e riunioni della scuola al suo completo. Contiene quattro lunghe tavolate allineate una di fianco all'altra, ognuna esclusiva di una delle quattro case di Hogwarts: Grifondoro, Tassorosso, Corvonero e Serpeverde. In fondo alla sala, su una piattaforma rialzata e posta perpendicolarmente alle quattro tavolate, c'è il tavolo dei professori, dove siedono il preside e gli altri insegnanti. All'occorrenza i tavoli possono essere rimossi per permettere un'affluenza maggiore nella sala. Il soffitto della sala è incantato e rispecchia il cielo all'esterno, dando così l'impressione di trovarsi in uno spazio aperto. La Sala grande è inoltre illuminata, oltre che da torce, da migliaia di candele sospese a mezz'aria.
Nella Sala grande gli studenti e il personale della scuola mangiano tutti i pasti della giornata. Vi si tengono anche le feste e le celebrazioni, come il banchetto di Natale, le cerimonie di inizio e di fine anno, Halloween, o il Ballo del Ceppo.

### Biblioteca
La biblioteca è un'immensa fonte di informazione a Hogwarts, contenente decine di migliaia di libri. Ogni studente è libero di passare il proprio tempo tra i volumi a studiare o rilassarsi; i protagonisti della serie, in particolare Hermione Granger, vi passano parecchio tempo in cerca di informazioni. La biblioteca contiene un reparto proibito, un'area separata da un cordone in cui sono conservati i libri sulla magia oscura, che a Hogwarts non viene insegnata e che sono a disposizione degli studenti che si perfezionano in studi avanzati di Difesa contro le arti oscure; diversi libri del reparto proibito sussurrano e urlano come se fossero dotati di vita propria. Gli studenti possono prendere in prestito libri dalla biblioteca ma non possono portarli al di fuori del castello. I libri del reparto proibito possono essere consultati e presi in prestito solamente dietro autorizzazione scritta di un insegnante. La bibliotecaria di Hogwarts è Irma Pince.

### Infermeria
L'infermeria occupa un'ala del castello ed è il luogo in cui gli studenti e il personale di Hogwarts vengono ricoverati in caso di malanni, ferite o malattie. L'infermeria riesce a coprire la quasi totalità dei bisogni della scuola, mentre i rari casi più gravi devono essere trattati all'ospedale San Mungo. L'infermeria è piena di letti con lenzuola bianche e separati da dei paraventi. Harry e altri personaggi della serie vi finiscono ogni volta che si feriscono durante le loro avventure; in particolare Harry viene ricoverato in infermeria almeno una volta in ogni libro. L'infermeria è gestita da Poppy Chips.

### Cucine
Le cucine si trovano nel seminterrato del castello. Il loro ingresso è nascosto dal dipinto di una ciotola piena di frutta; per entrare è necessario solleticare la pera del quadro, la quale si trasforma in una maniglia per poter aprire la porta. Si tratta di una sala enorme, delle stesse dimensioni della Sala grande e collocata esattamente sotto di essa. Lungo i muri della stanza si trovano gli attrezzi, le postazioni da cucina e un grande camino. Al centro sono disposte invece quattro tavolate che ricalcano esattamente quelle della Sala grande; i cuochi dispongono infatti il cibo su questi tavoli e lo inviano magicamente e istantaneamente ai tavoli superiori. Nelle cucine lavorano più di cento elfi domestici, tutti con indosso una specie di federa col blasone di Hogwarts sul petto. La loro esistenza non è divulgata tra gli studenti e lavorano nascosti alla loro vista. Tra gli elfi domestici che vi lavorano vi sono Dobby e Winky, entrambi assunti nel Calice di fuoco e gli unici con dei vestiti veri addosso, e Kreacher a partire dal Principe mezzosangue.

### Guferia
La guferia è una grande stanza circolare in cima alla torre ovest del castello che ospita i gufi degli studenti e quelli della scuola. Quando uno studente intende recapitare un pacco o una lettera, sale alla guferia e sceglie uno dei gufi: gli studenti che possiedono un gufo usano il loro, mentre coloro che ne sono sprovvisti possono usare i gufi della scuola. La guferia non è chiusa da finestre per permettere ai volatili di entrare e uscire a piacimento e per questo è molto fredda d'inverno. Le sue pareti ospitano nicchie e trespoli per permettere ai gufi di riposarsi, mentre il pavimento è ricoperto di paglia, escrementi e scheletri di piccoli roditori. Negli adattamenti cinematografici la guferia sorge invece in un edificio separato in mezzo al parco.

### Ufficio del preside

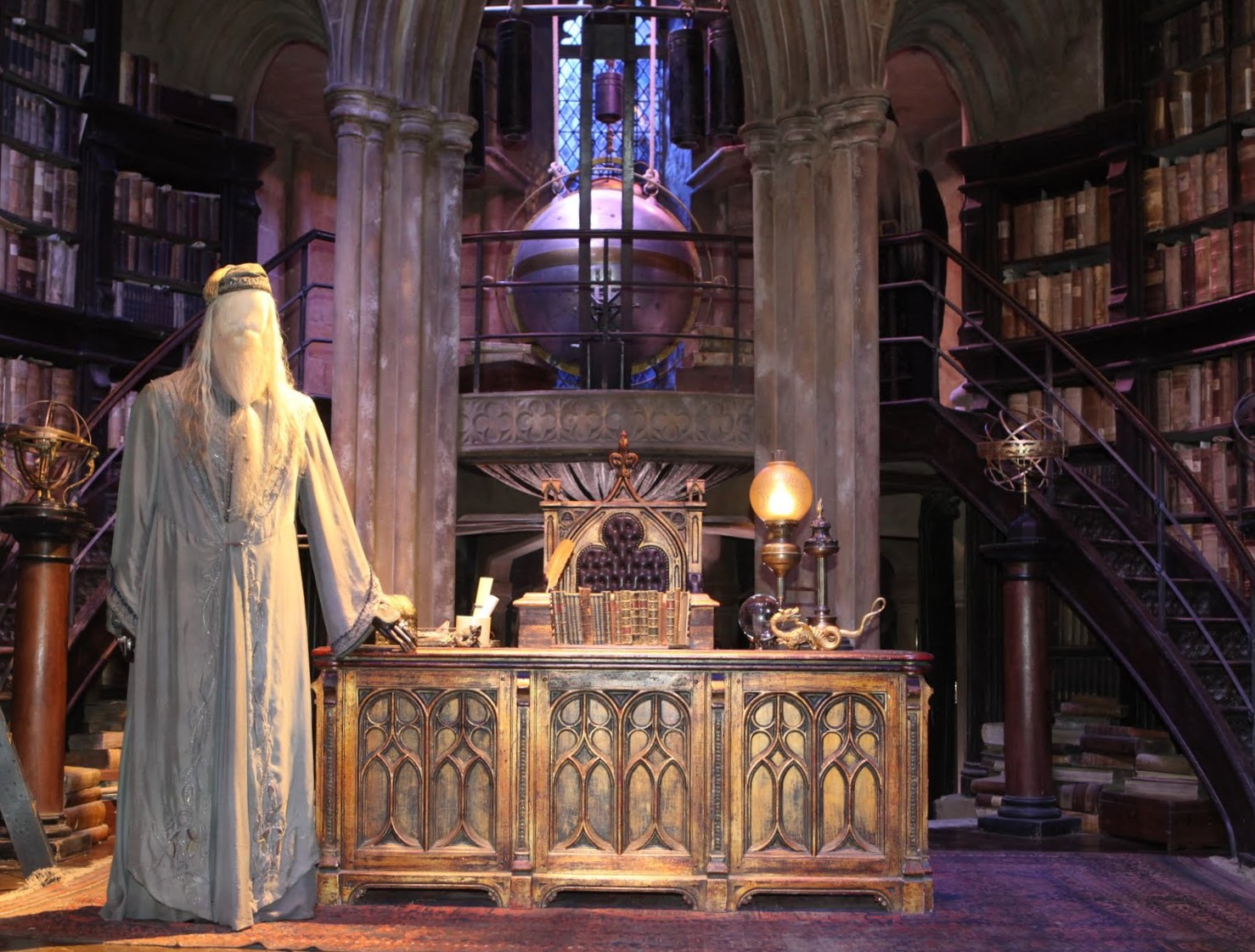
Set cinematografico dell'ufficio di Silente, Studi Leavesden

L'ufficio del preside si trova in una torre dedicata. È protetto dalla statua di un gargoyle, che si sposta se viene pronunciata una parola d'ordine, scelta e cambiata periodicamente dal preside in carica; durante il periodo di presidenza di Albus Silente le parole d'ordine sono spesso nomi di dolci magici da lui apprezzati. L'ufficio è grande e spazioso e di forma ovale. Lungo le pareti vi si trovano i ritratti di tutti i presidi di Hogwarts che si sono susseguiti dalla fondazione della scuola; i quadri interagiscono con il preside in carica e sono tenuti a consigliarlo e svolgere incarichi per lui quando viene loro richiesto; rifiutarsi di fare ciò è considerato per loro un grave disonore. Durante il periodo della gestione di Silente, la stanza è piena di oggetti magici strani e affascinanti. Tra questi si trovano il Cappello parlante, la spada di Godric Grifondoro e il pensatoio. È inoltre il luogo dove di solito si trova il trespolo di Fanny, la fenice di Silente.

### Camera dei segreti
La camera dei segreti (Chamber of Secrets) è una stanza nascosta sotto le fondamenta di Hogwarts. Fu creata da Salazar Serpeverde per esaltare la sua potenza o per scopi non meglio identificati. Poco prima di lasciare la scuola a causa dei contrasti sulla purezza di sangue con gli altri tre fondatori, però, Serpeverde vi rinchiuse un basilisco, un rettile mostruoso dalle zanne velenosissime in grado di vivere per secoli e di uccidere o pietrificare con lo sguardo, e la sigillò, affinché un suo erede potesse un giorno riaprirla e liberare la creatura al suo interno per mondare la scuola dai nati babbani, ritenuti impuri e indegni di frequentarla. Per molto tempo si cercò questa stanza, ma nessuno fu mai in grado di trovarla, per cui alla fine venne considerata solo una leggenda.
La camera viene aperta secoli dopo da Tom Riddle, discendente di Salazar stesso. Quando, dopo l'uccisione accidentale di Mirtilla Malcontenta da parte del basilisco, la scuola rischia di essere chiusa, Tom la sigilla nuovamente e decide di aspettare il momento più opportuno per riprendere le sue attività. Nella Camera dei segreti Ginny Weasley, posseduta dal diario di Tom Riddle, funge inconsciamente da tramite per riaprire la camera. Recatosi nella stanza, Harry riesce a uccidere il basilisco, a distruggere il diario e a salvare la ragazza e la scuola grazie all'aiuto di Fanny, del Cappello parlante e della spada di Godric Grifondoro. Nei Doni della Morte Ron e Hermione tornano nella camera dei segreti per recuperare una zanna del basilisco e distruggere con essa l'Horcrux della coppa di Tassorosso.
L'accesso alla camera dei segreti si trova nel bagno delle ragazze fuori uso infestato dal fantasma di Mirtilla Malcontenta: pronunciando un comando in serpentese a un particolare rubinetto con inciso un serpente che non funziona come rubinetto, si apre un passaggio segreto che scende in profondità verso la porta vera e propria, recante in bassorilievo due serpenti intrecciati e che si apre sempre parlando in serpentese. La camera appare come un lungo corridoio fiancheggiato da statue monumentali di colonne avvolte da serpenti. Al centro si erge una colossale statua di Salazar Serpeverde, che costituisce il nido del basilisco.

### Stanza delle necessità
La Stanza delle necessità (Room of Requirement), nota anche come Stanza va-e-vieni tra gli elfi domestici, è una stanza magica che può essere scoperta solo da chi ha veramente bisogno di qualcosa e che assume un contenuto tale da fornire tutto ciò di cui si necessita. Si trova al settimo piano, di fronte all'arazzo di Barnaba il Babbeo bastonato dai Troll. Per far apparire la porta della stanza nel muro bisogna poi camminare avanti e indietro per il corridoio per tre volte pensando molto intensamente a ciò di cui si ha bisogno. È protetta da molte magie, tra cui quella che la rende indisegnabile, infatti non compare sulla Mappa del Malandrino. Quando la si utilizza chiedendo di poter nascondere qualcosa, la Stanza della necessità assume la stessa forma per tutti, ovvero la Stanza delle cose nascoste (Room of Hidden Things), grande come una cattedrale e che contiene ammucchiati tutti gli oggetti nascosti da generazioni di studenti di Hogwarts.
La Stanza delle necessità viene menzionata varie volte nel corso dei libri da visitatori occasionali che l'hanno utilizzata in momenti di bisogno ma senza scoprire la sua vera natura; ad esempio Silente racconta di esserci entrato senza conoscerla in un momento in cui aveva bisogno di andare in bagno e di averla trovata piena di vasi da notte. Nell'Ordine della Fenice Dobby ne svela l'esistenza a Harry, che stava cercando un posto per poter insegnare difesa contro le arti oscure all'Esercito di Silente senza farsi scoprire da Dolores Umbridge. Nel Principe mezzosangue Harry vi nasconde la copia di Pozioni Avanzate del principe mezzosangue. In seguito scopre che Draco Malfoy ha usato la stanza per tutto l'anno per riparare l'Armadio Svanitore e far entrare così alcuni Mangiamorte a Hogwarts.
Ne I Doni della Morte la Stanza delle necessità viene utilizzata come quartier generale dagli oppositori al regime scolastico di Alecto e Amycus Carrow. Harry, Ron e Hermione scoprono poi che uno degli Horcrux di Voldemort, il diadema di Corvonero, è nascosto nella Stanza delle cose nascoste, ma quando entrano nella sala per distruggerlo sono attaccati da Draco, Tiger e Goyle e proprio Tiger, scagliando l'incantesimo Ardemonio che poi non riesce a controllare, finisce per dare fuoco alla stanza, distruggere il diadema e perire nell'incendio.

## Parco

### Capanna di Hagrid

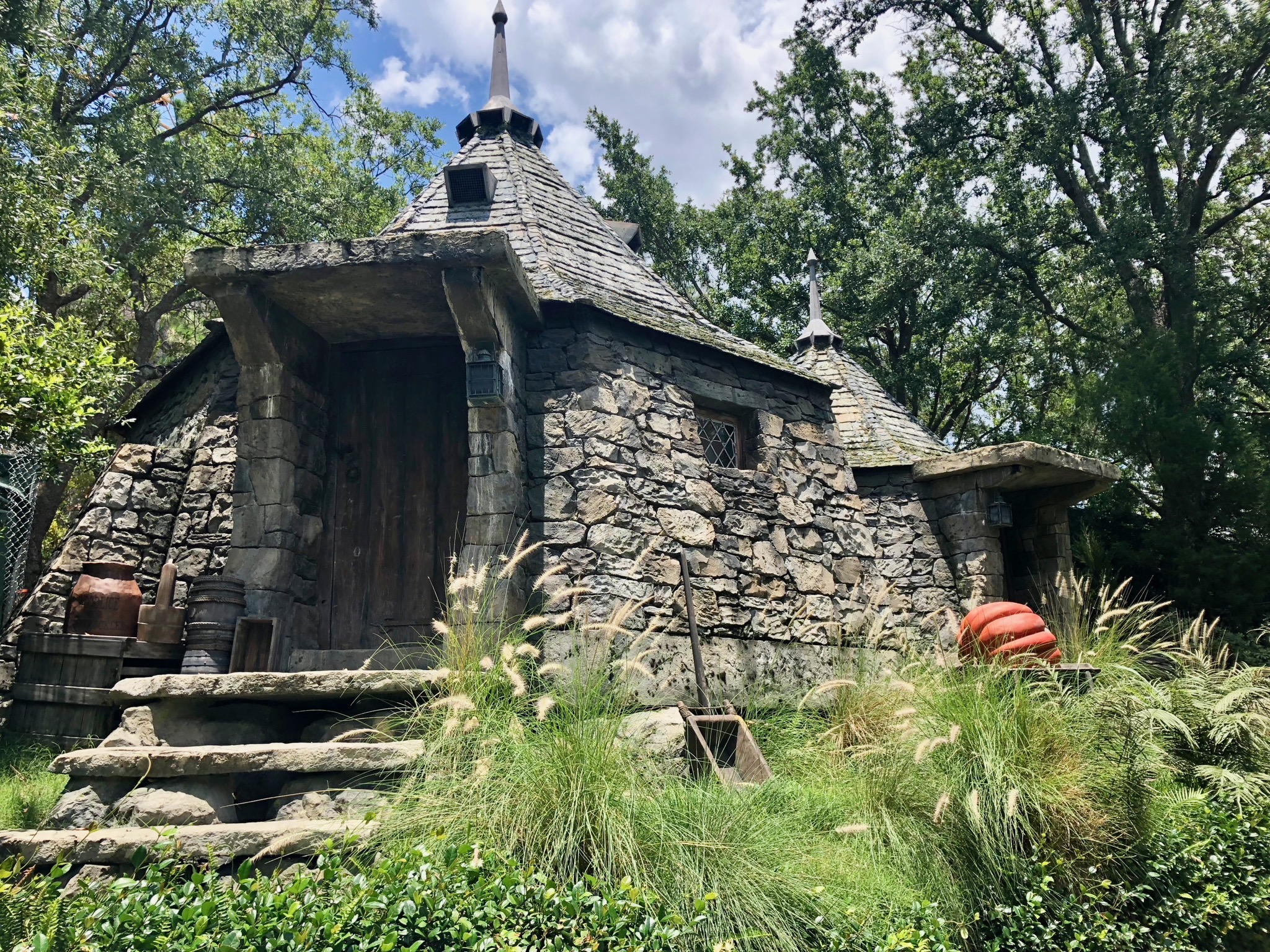
Ricostruzione della capanna di Hagrid così come appare nei film, The Wizarding World of Harry Potter

La capanna di Rubeus Hagrid si trova al limite della Foresta proibita nel parco del castello. Viene descritta come un'abitazione di legno, piuttosto rustica e di dimensioni limitate; l'interno è costituito da un'unica stanza, all'interno della quale si trovano i fornelli, un tavolo, delle sedie e un grande letto perennemente coperto da una coperta patchwork. All'esterno c'è l'orto, dove Hagrid coltiva delle zucche giganti per Halloween. La capanna è abitata dal solo Hagrid e dal suo cane Thor, ma durante l'anno scolastico è spesso un luogo di ritrovo per Harry, Ron e Hermione. Alla fine del Principe mezzosangue l'edificio viene incendiato dai Mangiamorte in fuga dalla scuola dopo l'assassinio di Albus Silente.

### Foresta proibita
La Foresta proibita (Forbidden Forest) è il grande bosco che circonda parte del castello di Hogwarts. È un luogo buio, oscuro e altamente pericoloso, al quale agli studenti è vietato l'accesso, tranne che nel corso delle lezioni di cura delle creature magiche o per motivi disciplinari in compagnia di Hagrid. La foresta è popolata da numerose creature magiche, alcune delle quali feroci e pericolose, tra cui centauri, unicorni, acromantule e thestral. Al limitare della foresta sorge la capanna di Hagrid, il quale vi si reca spesso per varie faccende.
Nella Pietra filosofale Harry effettua la sua prima visita alla Foresta proibita, durante la quale si imbatte in Voldemort, intento a bere sangue di unicorno per poter sopravvivere. Nella Camera dei segreti la foresta è il teatro dell'incontro tra Harry, Ron e Aragog, mentre nel Prigioniero di Azkaban vi si svolge gran parte dell'azione finale del libro. Nell'Ordine della Fenice Hermione vi conduce con l'inganno Dolores Umbridge, la quale offende i centauri e viene da questi catturata. Nei Doni della Morte Voldemort e i suoi seguaci eleggono la foresta come loro accampamento nel corso della battaglia di Hogwarts ed è qui che Harry si consegna all'Oscuro Signore per essere ucciso.

### Lago Nero
Il Lago Nero (Great Lake o Black Lake) è un grande lago scuro sulle cui rive sorge il castello di Hogwarts; la Rowling lo descrive come un loch scozzese, apparentemente d'acqua dolce e senza sbocchi. Al suo interno ospita una comunità di maridi, una piovra gigante e numerose specie magiche acquatiche. Tradizionalmente i nuovi studenti del primo anno raggiungono Hogwarts per la prima volta attraversando il lago in barca, accompagnati dal guardiacaccia Rubeus Hagrid. Il Lago Nero è l'ambiente in cui si svolge la seconda prova del Torneo Tremaghi nel Calice di fuoco, durante la quale i concorrenti devono salvare la persona a loro più cara intrappolata sul fondo del lago dai maridi.

### Platano Picchiatore
Il Platano Picchiatore (Whomping Willow), chiamato Salice Schiaffeggiante nella nuova traduzione, è un albero magico così chiamato perché percuote violentemente con i suoi rami qualsiasi cosa entri nel suo raggio d'azione; è però possibile immobilizzarlo e renderlo innocuo premendo un particolare nodo sul tronco. Venne piantato nel parco di Hogwarts su richiesta di Albus Silente al momento dell'iscrizione alla scuola di Remus Lupin, per proteggere l'accesso a un passaggio segreto che il giovane utilizzava per nascondersi nella Stamberga Strillante durante le notti di luna piena nelle quali si trasformava in lupo mannaro. Nella Camera dei segreti l'auto volante di Arthur Weasley che Harry e Ron hanno rubato al padre di quest'ultimo per raggiungere Hogwarts precipita proprio sul Platano Picchiatore, il quale la attacca violentemente. L'albero gioca un ruolo significativo anche nel libro successivo Il prigioniero di Azkaban.

## Accoglienza

### Critica
Molti elementi a Hogwarts sono stati paragonati a quelli tipici della cultura medievale, associati in particolar modo al ciclo arturiano, tra i quali lo stemma, le armature, le lettere scritte su pergamena e sigillate con la cera, il motto in lingua latina e gli animali fantastici, come draghi e unicorni. Le tende allestite per i tornei di quidditch sono state paragonate a quelle allestite per i tornei cavallereschi, mentre la Sala grande è stata comparata con quella di Camelot.
Hogwarts è stata descritta come un'istituzione tollerante, inclusiva, laica, multireligiosa e multiculturale.

### Impatto culturale
Per via dell'enorme successo della serie Harry Potter, Hogwarts ha avuto un significativo impatto nella cultura di massa. In un sondaggio del 2008, nonostante fosse stato inserito solo "per scherzo", venne votato al 36º posto nella classifica dei migliori istituti scolastici scozzesi, superando prestigiose scuole reali come la Loretto School di Edimburgo.
La popolarità riscossa dalla saga ha incrementato l'interesse per alcune delle località dove sono state registrate scene dei film, come avvenuto nel caso della Cattedrale di Cristo a Oxford, i cui visitatori annuali hanno raggiunto le 350000 unità. In alcune location in Europa e Nord America sono state allestite delle riproduzioni di Hogwarts in cui si può prendere parte a un'esperienza di soggiorno a tema. Queste repliche si trovano in veri castelli e fortezze, come il College of Wizardry nel castello di Czocha in Polonia, la Bothwell School of Witchcraft nel castello di Herstmonceux in Inghilterra o la New World Magischola negli Stati Uniti e permettono agli ospiti di vivere un'esperienza da studenti simile a quella di Harry Potter, proponendo vitto e alloggio, corsi di magia e competizioni tra case. Hogwarts ha inoltre ispirato il nome di un genere di dinosauro pachycephalosauride, battezzato in omaggio alla scuola Dracorex hogwartsia. Il nome è stato suggerito dai giovani visitatori del Museo dei bambini di Indianapolis ed è stato poi fissato in questa forma e approvato ufficialmente da un team di scienziati del museo.
Nel settembre 2020, la Warner Bros. ha annunciato il videogioco Hogwarts Legacy, ambientato nel XIX secolo e incentrato in gran parte sull'esplorazione e su attività all'interno del castello.